# Heuvelfort

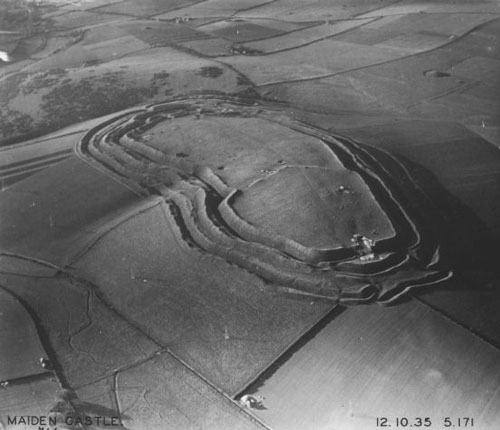
Maiden Castle in Engeland, een van de grootste heuvelforten van Europa

Een heuvelfort is een soort versterkt toevluchtsoord of verdedigde nederzetting die is gelegen om een stijging in hoogte te exploiteren voor defensief voordeel. Ze zijn te onderscheiden van op vlakker terrein gebouwde ringwallen. 
Heuvelforten werden op veel plaatsen tijdens verschillende perioden gebruikt, maar zijn met name karakteristiek voor de Europese ijzertijd. Sommige werden nog in de post-Romeinse periode gebruikt. Het fort volgt meestal de contouren van een heuvel en bestaat uit een of meer lijnen van aardwerken of stenen wallen, met palissades of verdedigingsmuren, en externe greppels. Als er vijanden naderden, waren deze van een afstand te zien.
De heersende mening sinds de jaren zestig is dat het toenemende gebruik van ijzer tot sociale veranderingen heeft geleid. De afzettingen van ijzererts bevonden zich op andere plaatsen dan het tin- en kopererts dat nodig was om brons te maken, en als gevolg daarvan veranderden de handelspatronen en verloren de oude elites hun economische en sociale status. De macht kwam in handen van nieuwe groepen mensen.
Rond 1100 v.Chr. ontstonden heuvelforten die zich in de daaropvolgende eeuwen door Europa verspreidden. Ze dienden een scala aan doeleinden en waren afwisselend stamcentra, verdedigde plaatsen, brandpunten van rituele activiteiten en productieplaatsen. 
Heuvelforten werden vaak bezet door veroverende legers, maar bij andere gelegenheden werden de forten vernietigd, de lokale bevolking met geweld verdreven en de forten verlaten. Solsbury Hill werd bijvoorbeeld geplunderd en verlaten tijdens de invasies van de Belgae in het zuiden van Groot-Brittannië in de eerste eeuw voor Christus. Verlaten forten werden soms opnieuw bezet en opnieuw versterkt onder hernieuwde dreiging van een buitenlandse invasie, zoals de hertogenoorlogen in Litouwen en de opeenvolgende invasies van Groot-Brittannië door Romeinen, Saksen en Vikingen.

## Keltische heuvelforten
Keltische heuvelforten ontwikkelden zich in de vroege ijzertijd, ongeveer het begin van het eerste millennium v.Chr., en werden tot de Romeinse verovering in veel Keltische gebieden van Midden- en West-Europa gebruikt. De Keltische Hallstatt- en La Tène-cultuur ontstonden in wat nu Zuid-Duitsland, Zwitserland, Oostenrijk, Slowakije en Tsjechië is. In de Hallstatt C-periode werden heuvelforten het dominante nederzettingstype in het westen van Hongarije. Julius Caesar beschreef de grote heuvelforten uit de late ijzertijd die hij tijdens zijn campagnes in Gallië tegenkwam als oppida. Tegen die tijd waren de grotere meer op steden dan op forten gaan lijken en velen werden geassimileerd als Romeinse steden. Waar de Romeinse invloed minder sterk was, zoals het niet-binnengevallen Ierland en het ononderbroken noorden van Schotland, werden nog steeds heuvelforten gebouwd en nog enkele eeuwen gebruikt.

### Groot-Brittannië

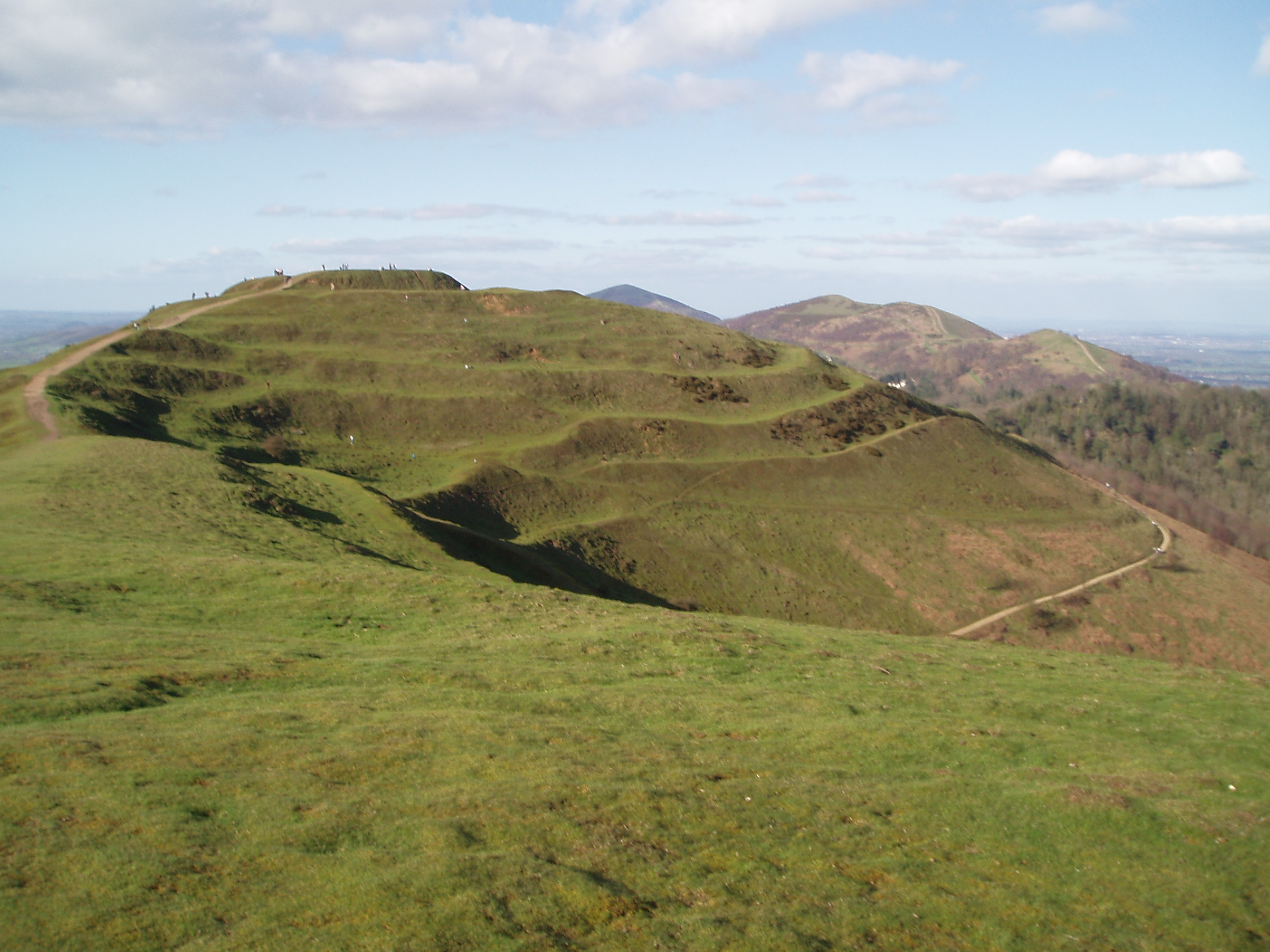
de wallen van het multivallate British Camp in Herefordshire

Heuvelforten in Groot-Brittannië zijn bekend uit de bronstijd, maar de grote periode van de bouw van heuvelforten vond plaats tijdens de Keltische ijzertijd, tussen 700 v.Chr. en de Romeinse verovering van Groot-Brittannië in 43 AD. De Romeinen bezetten enkele forten, zoals het militaire garnizoen van Hod Hill en de tempel van Brean Down, maar andere werden verwoest en verlaten. Maiden Castle in Dorset is het grootste heuvelfort van Engeland. 

### Ierland

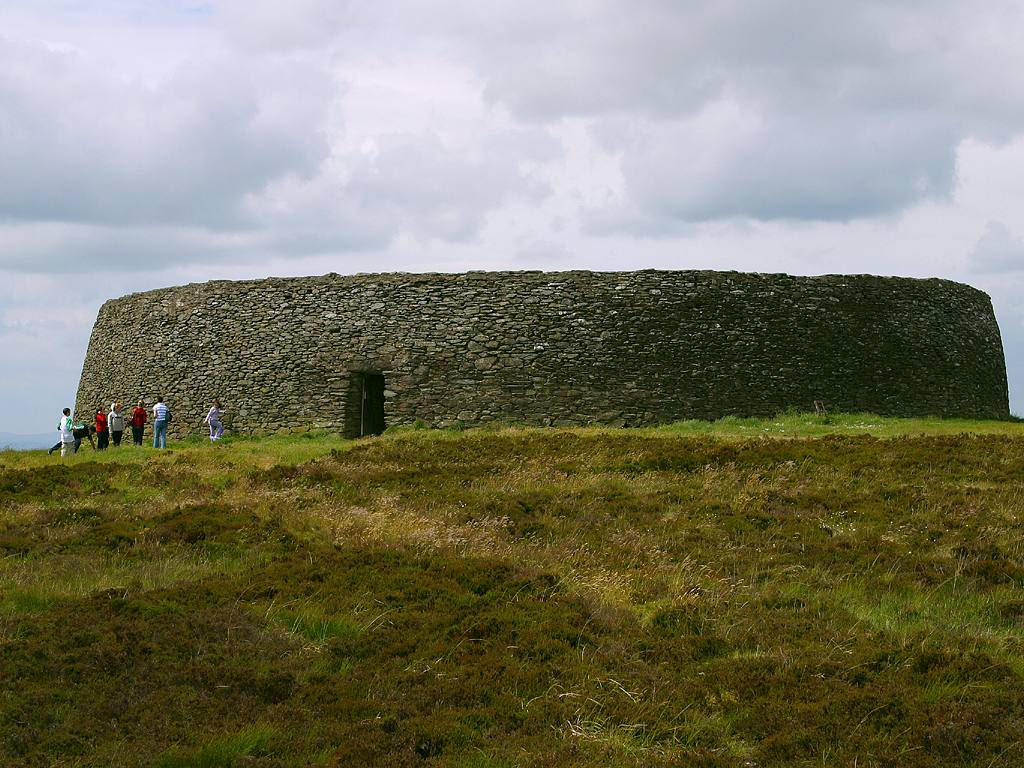
Buitenaanzicht van het Ringfort Grianan van Aileach gelegen in County Donegal

Heuvelforten uit de brons- en ijzertijd zijn overal in Ierland te vinden. Het zijn grote cirkelvormige constructies tussen de 0,5 en 16 ha (meestal 2-4 ha) groot, omsloten door een stenen muur of een aarden wal of beide. Het zouden belangrijke stamcentra zijn geweest waar het hoofd of de koning van het gebied met zijn uitgebreide familie zou wonen en zich zouden onderhouden door landbouw te bedrijven en vee te verhuren aan hun ondergeschikten.
Er zijn ongeveer 40 bekende heuvelforten in Ierland. Ongeveer 12 bezitten meerdere wallen, of een grote contrascarp (buitenste oever). Het imposante voorbeeld bij Mooghaun wordt verdedigd door meerdere stenen muren.
De heuvelforten dienen niet verwart te worden met ringforten, middeleeuwse nederzettingen waarvan meer dan 40.000 voorbeelden over het hele eiland Ierland bekend zijn.

## Iberisch schiereiland

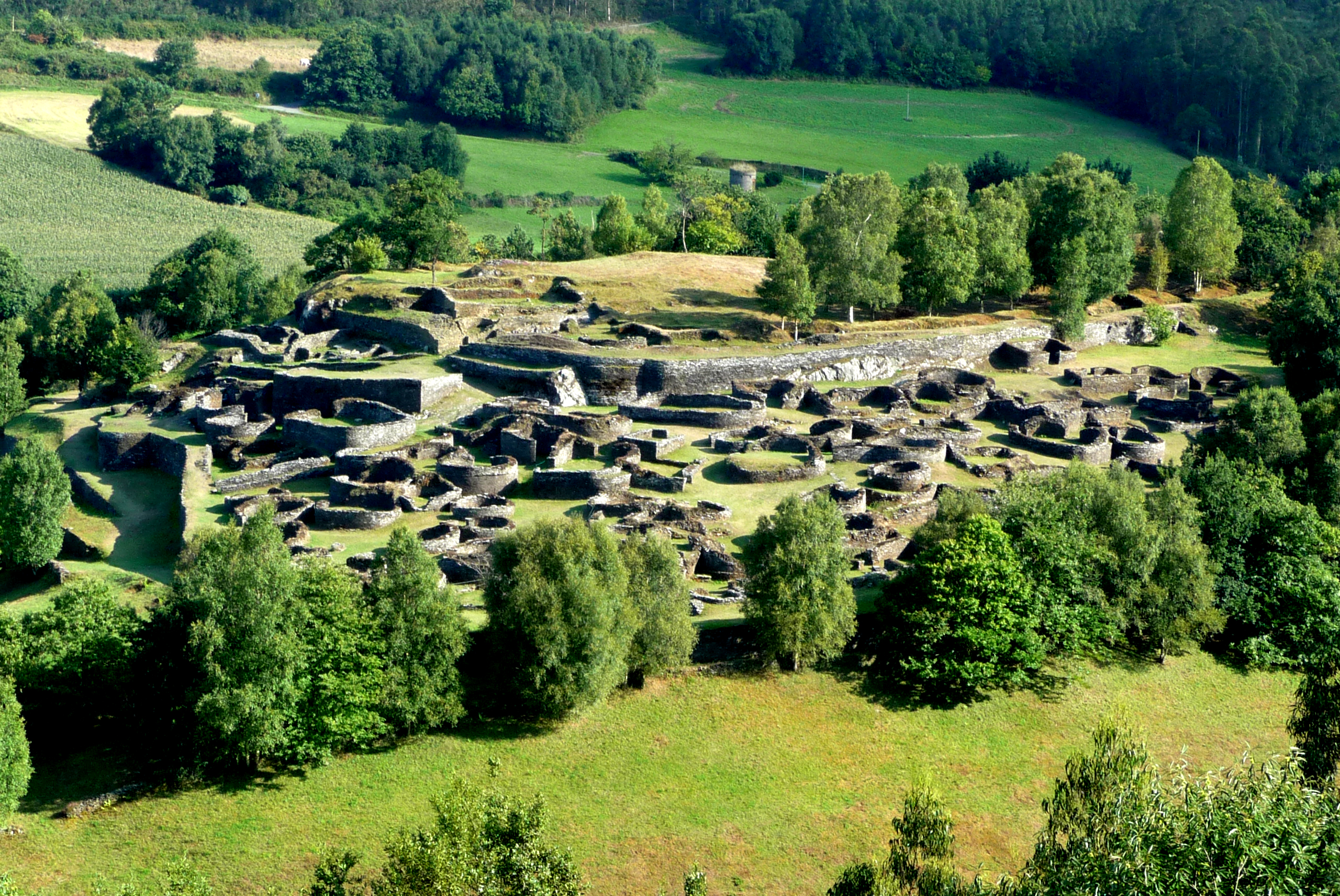
Heuvelfort in Coaña, Asturië, Spanje

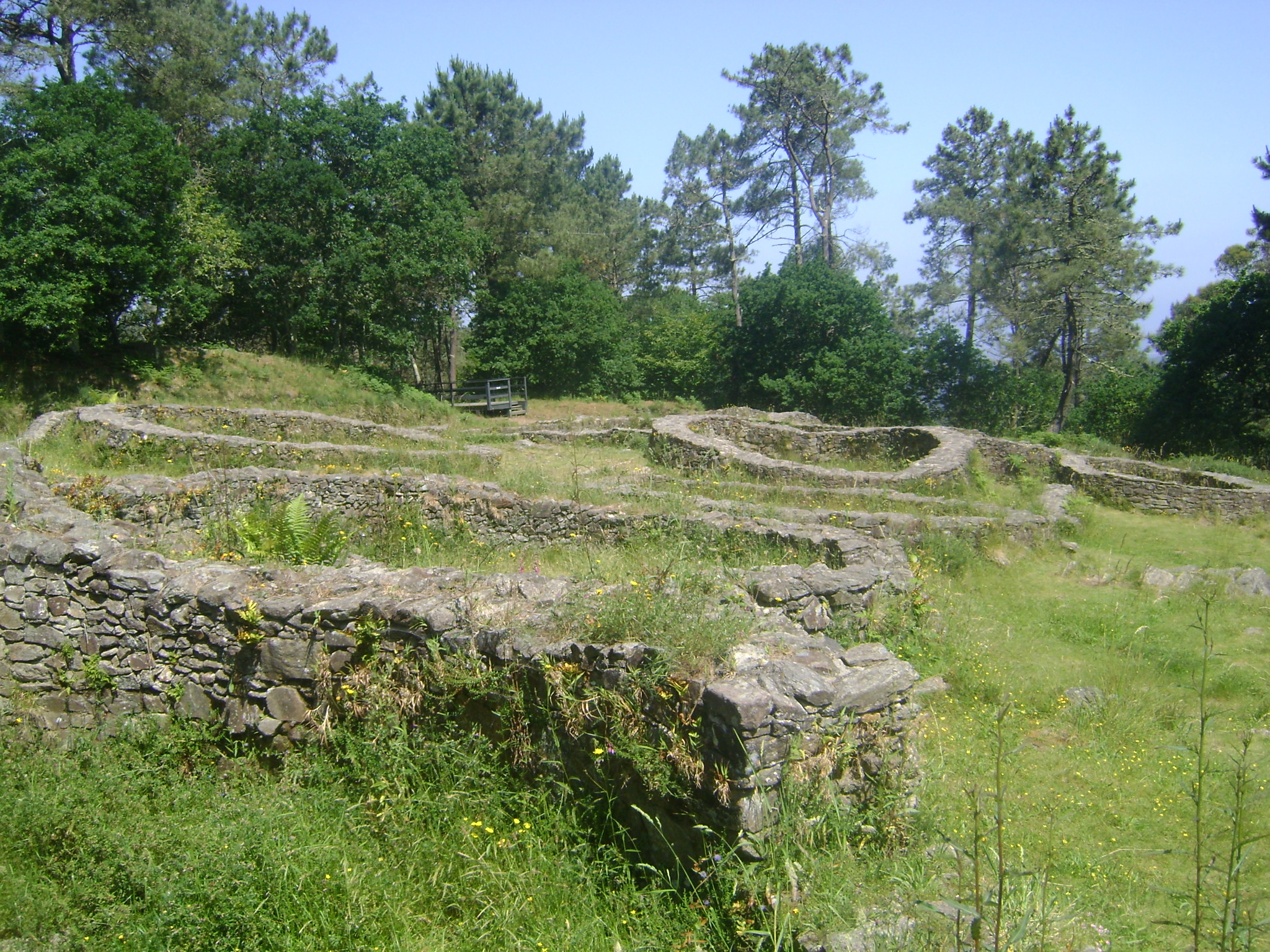
Heuvelfort in Galicië

In Galicië, Asturië, Cantabrië, Baskenland, provincie Ávila en Noord-Portugal is een castro een versterkt dorp uit de pre- Romeinse ijzertijd, meestal gelegen op een heuvel of op een natuurlijk gemakkelijk verdedigbare plaats. De grotere heuvelforten worden ook wel citanias genoemd, cividades of cidás (steden). Ze bevonden zich op heuveltoppen, wat tactische controle over het omliggende platteland mogelijk maakte en voor een natuurlijke verdediging zorgde. Ze hadden meestal toegang tot een bron of een kleine kreek om van water te voorzien; sommigen hadden zelfs grote reservoirs die ze tijdens belegeringen konden gebruiken. Typisch had een castro één tot vijf stenen en aarden muren, die de natuurlijke verdediging van de heuvel aanvulden. De gebouwen binnenin, de meeste cirkelvormig, sommige rechthoekig, waren ongeveer 3.5–15 m lang; ze waren gemaakt van steen met rieten daken die op een houten kolom in het midden van het gebouw rustten. In de grote oppida waren er gewone straten, wat een vorm van centrale organisatie suggereerde. Castro's variëren in oppervlakte van minder dan een hectare tot zo'n 50 hectare, en de meeste werden verlaten na de Romeinse verovering van het gebied.
Veel castros waren al gevestigd tijdens de Atlantische bronstijd, vóór de Hallstatt-cultuur.
De Keltiberiërs bezetten een landinwaarts gebied in centraal Noord-Spanje, dat zich uitstrekte over de bovenste valleien van de Ebro, Douro en Taag. Ze bouwden heuvelforten, versterkte steden op een heuveltop en oppida, waaronder Numantia.

## Duitsland
Tijdens de Grote Volksverhuizing werd een groot aantal nederzettingen op heuveltoppen gesticht, zowel op het Romeinse grondgebied als op Germaanse bodem. De term omvat echter een breed scala aan zeer verschillende nederzettingen op hoge locaties. Ten minste enkele Germaanse nederzettingen werden beschermd door vestingwerken. In tegenstelling tot de Romeinen gebruikten de Germanen in die tijd echter geen mortel voor hun constructie. Tot de bekendste heuvelnederzettingen in Duitsland behoren de Runder Berg bij Bad Urach en de Gelbe Bürg bij Dittenheim.

## Scandinavië
De heuvelforten in Scandinavië stammen meest uit de Noordse ijzertijd. Ze hadden mogelijk verschillende functies. 

### Zweden
In Zweden zijn 1.100 heuvelforten bekend, met een sterke concentratie aan de noordwestkust en in het oosten van Svealand. In Södermanland zijn er 300, in Uppland 150, Östergötland 130 en 90 tot 100 in Bohuslän en Gotland. Ze bevinden zich meestal op de toppen van heuvels en bergen en maken gebruik van afgronden en moerassen die als natuurlijke verdedigingswerken fungeerden. De meer toegankelijke delen van de toppen werden verdedigd met stenen muren en buitenmuren op de onderliggende hellingen zijn gebruikelijk. Ronde en gesloten, zogenaamde ringforten komen zelfs op vlakke grond veel voor. Vaak zijn er nog steenresten op de muren aanwezig, die waarschijnlijk de steun vormden van bleke muren. Vaak hebben ze goed afgebakende toegangspoorten, waarvan de poorten waarschijnlijk van hout waren. Heuvelforten met sterke muren liggen vaak langs oude handelsroutes en hebben een offensief karakter, terwijl andere teruggetrokken zijn en zwak versterkt zijn, waarschijnlijk alleen om zich te verstoppen tijdens invallen.
Veel forten, centraal gelegen in dichtbevolkte gebieden, waren permanent bewoonde bolwerken en kunnen zowel binnen als buiten sporen van nederzettingen vertonen. Oudere plaatsnamen waarin het element sten / stein voorkomt, waren meestal heuvelforten.

### Noorwegen
Noorwegen heeft ongeveer 400 heuvelforten.

### Denemarken
Denemarken heeft 26 heuvelforten.

### Finland

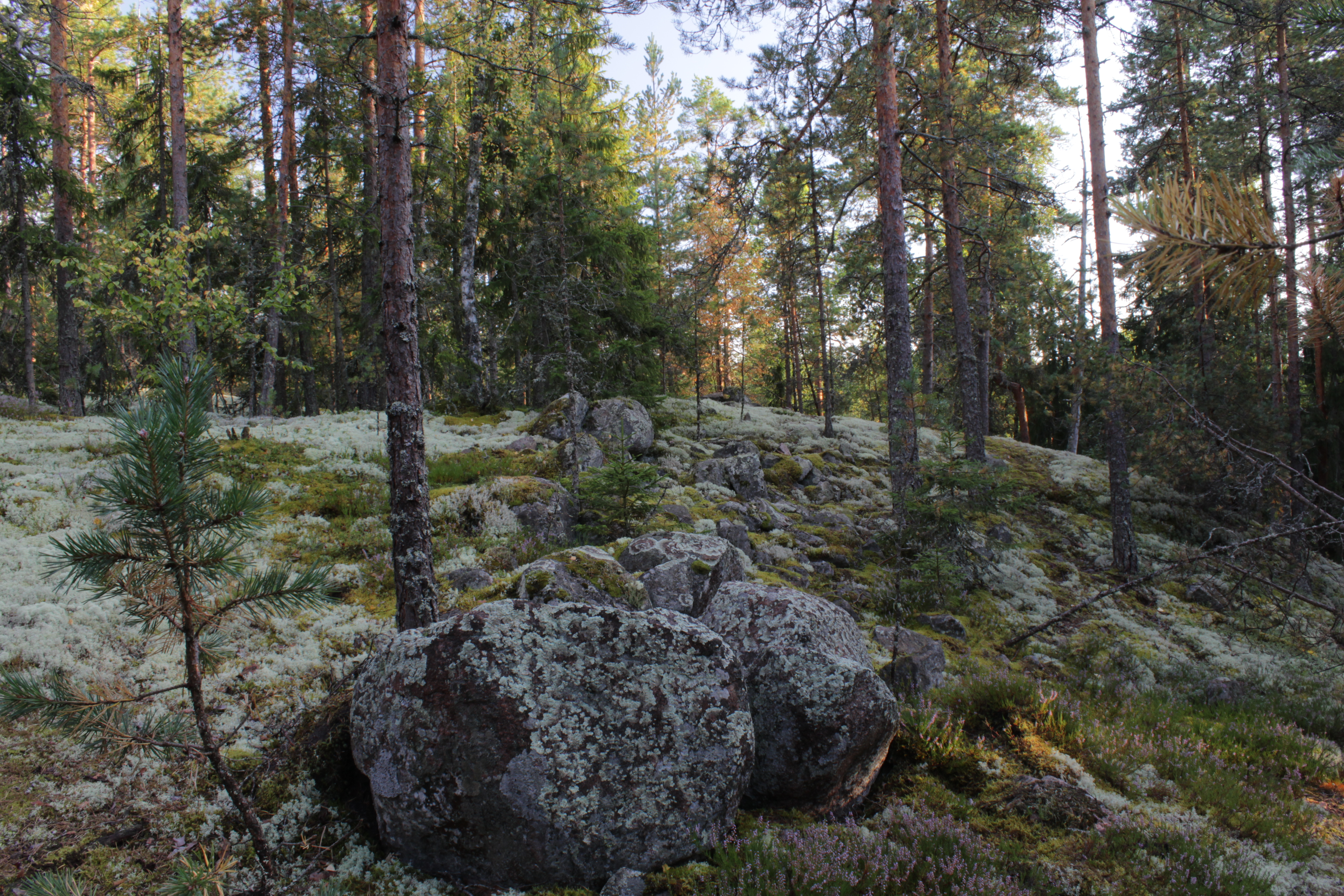
Een ruïne van het Unikonlinna-heuvelfort in Janakkala, Finland

Het Finse woord voor heuvelfort is linnavuori (meervoud linnavuoret), wat fortheuvel of kasteelheuvel betekent, of als alternatief muinaislinna wat betekent oud fort, in tegenstelling tot kale linna wat verwijst naar middeleeuwse of latere vestingwerken.
Een kenmerk van de Finse heuvelforten is dat hoewel de meeste ervan tegenwoordig op enige afstand van de zee liggen, maar vroeger veel van de forten aan zee lagen, als gevolg van post-glaciale opleving .
Finland heeft ongeveer 100 heuvelforten die zijn geverifieerd door opgravingen, en nog ongeveer 200 verdachte locaties. Het grootste heuvelfort van Finland is het Rapola-kasteel, een ander opmerkelijk kasteel is het oude kasteel van Lieto.

## Baltische landen

### Estland

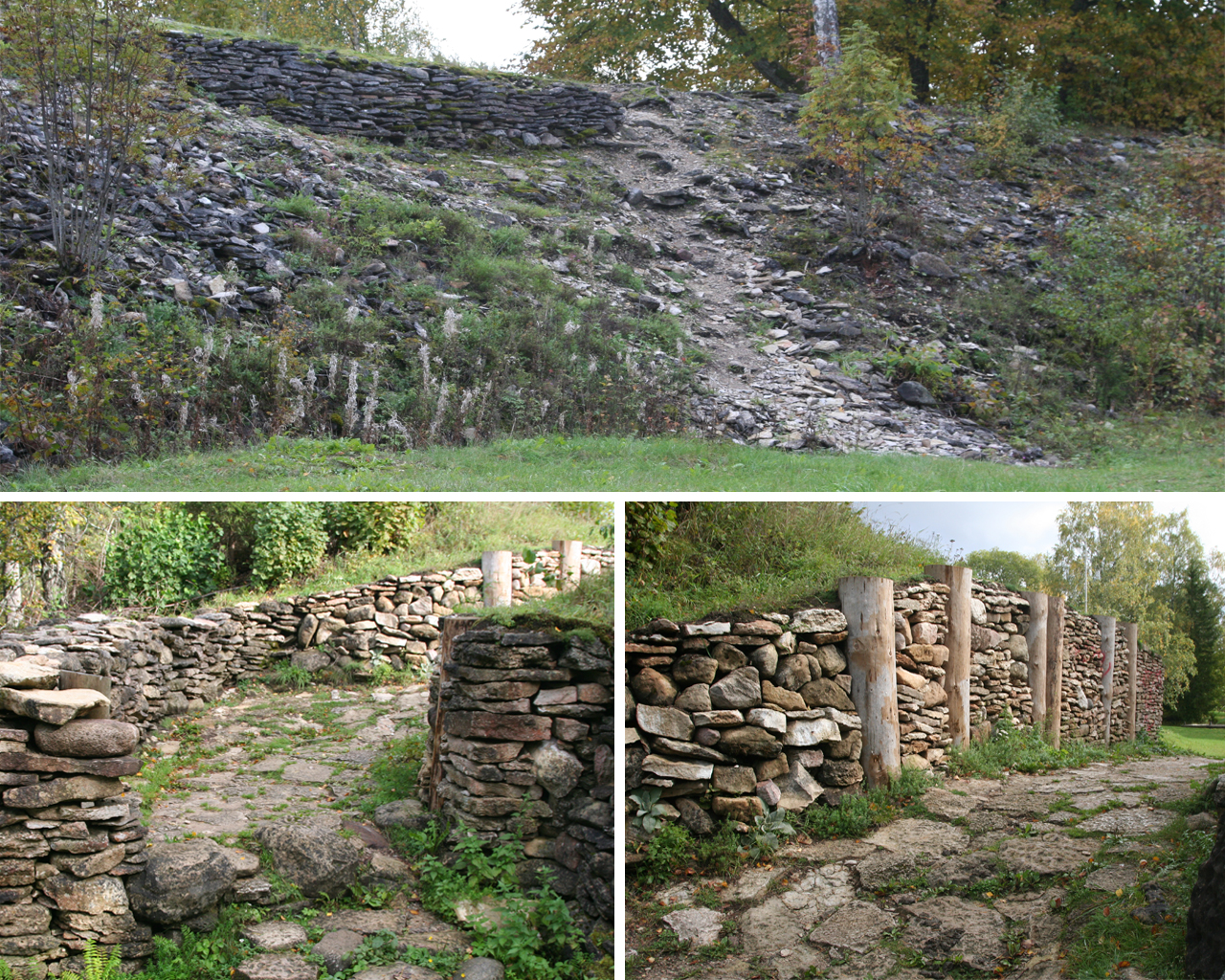
De ruïnes van het Varbola-heuvelfort in Estland

Het Estse woord voor heuvelfort is linnamägi (meervoud linnamäed). Er zijn honderden heuvelforten of vermoedelijke heuvelfortlocaties in heel Estland. Sommigen van hen, zoals Toompea in Tallinn of Toomemägi in Tartu, zijn bestuurscentra die sinds de oudheid tot op de dag van vandaag worden gebruikt. Sommige anderen, zoals Varbola, zijn tegenwoordig historische locaties.
Hoogstwaarschijnlijk waren de Estse heuvelforten in voorchristelijke tijden administratieve, economische en militaire centra van de Estse stammen. Sommige werden echter waarschijnlijk alleen in tijden van crisis gebruikt en stonden in vredestijd leeg, bijvoorbeeld Soontagana in de parochie Koonga in de provincie Pärnumaa.

### Letland

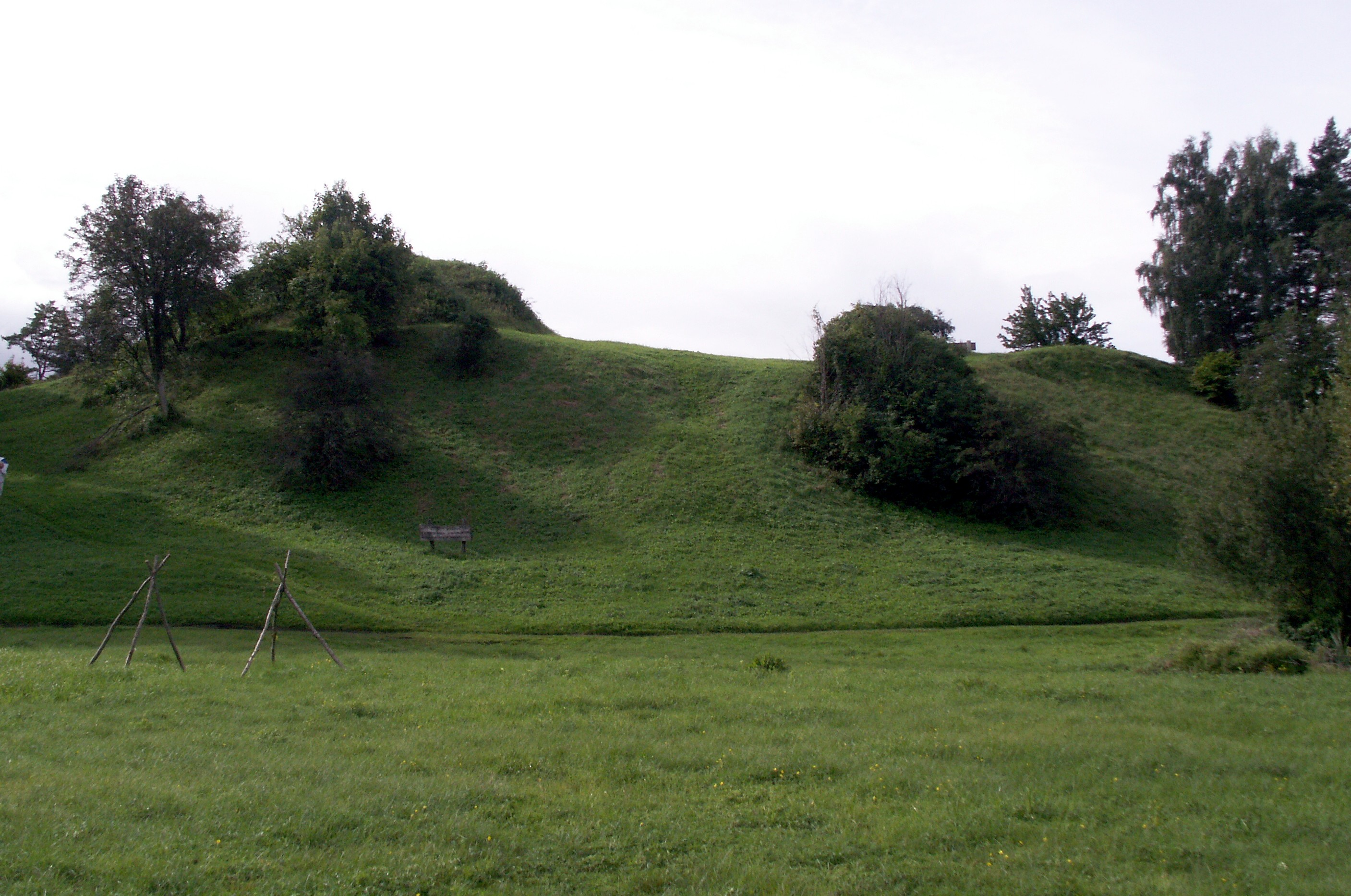
Heuvelfort van Tērvete. Belangrijkste Semgallische centrum in de late ijzertijd

Het Letse woord voor heuvelfort is pilskalns (meervoud: pilskalni), van pils (kasteel) en kalns (heuvel).
De oudste heuvelforten in Letland, zoals het Daugmale-heuvelfort, verschenen tijdens de bronstijd. Sommige werden tot in de late ijzertijd continu bewoond. De meeste Letse heuvelforten werden verwoest of verlaten tijdens de Lijflandse Kruistocht in de 13e eeuw, maar sommige werden in de 14e eeuw nog steeds gebruikt. In totaal zijn er ongeveer 470 heuvelforten in Letland.

### Litouwen
De heuvelforten in Litouwen(Litouws: piliakalnis, meervoud piliakalniai, van pilis (kasteel) en kalnas (berg, heuvel) dateren vanaf de bronstijd (1e millennium v.Chr.) tot de middeleeuwen. Volgens de Atlas van Litouwse heuvelforten waren er anno 2017 921 objecten in Litouwen geïdentificeerd als piliakalniai.

## Slavisch Oost-Europa

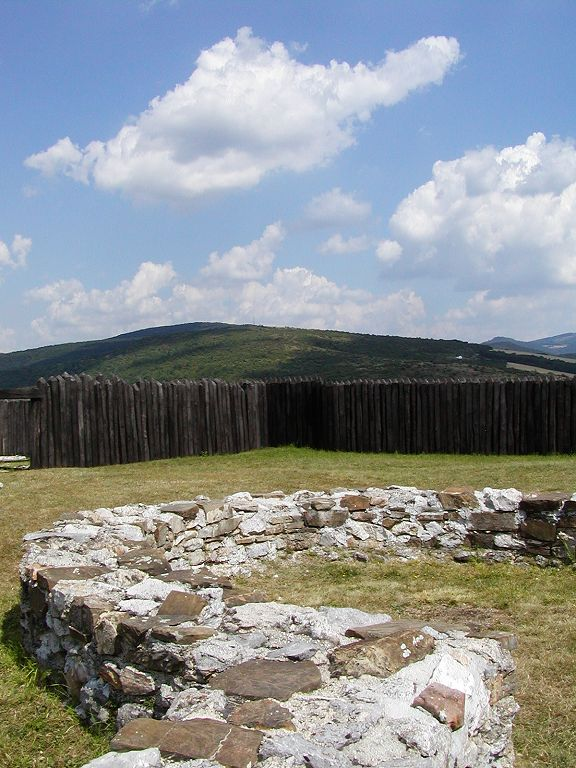
Hradisko Kostolec, Piešťany (Slowakije)

In Rusland, Wit-Rusland en Polen worden heuvelforten uit de ijzertijd en de vroege middeleeuwen gords genoemd. Ze waren de residentie van lokale heersers en boden onderdak in tijden van oorlog.

## Heuvelforten elders in de wereld
Vergelijkbare bouwwerken zijn ook elders in de wereld te vinden, zoals de heuvelforten van Rajasthan.
Op de Filipijnen bouwden de Ivatan-bevolking van de Batanes-eilanden ijang: versterkte dorpen bovenop natuurlijke heuvels en verhoogde landvormen nabij de kustlijn. 